# Lijst van oorlogsmonumenten in Teylingen
De Nederlandse gemeente Teylingen heeft 6 oorlogsmonumenten. Hieronder een overzicht.
| Nr.                             | Object                              | Herdachte groep | Ontwerper                           | Onthulling        | Type            | Locatie                                  | Plaats     | Coördinaten                   | Foto                                |
| ------------------------------- | ----------------------------------- | --- | ----------------------------------- | ----------------- | --------------- | ---------------------------------------- | ---------- | ----------------------------- | ----------------------------------- |
| 648                             | Bevrijdingsmonument                 | algemeen, allen | Henk Etienne                        |                   | beeld/sculptuur | Raadhuisplein 1, 2215 MA                 | Voorhout   | 52° 13' 23" NB, 4° 29' 15" OL | Bevrijdingsmonument                 |
| 2024                            | Oorlogsmonument                     | algemeen, allen, burgerslachtoffers | W. Geraerdts, A.J.P. Bakkers        | 13 september 1947 | zuil            | Herenweg, 2361 EA                        | Warmond    | 52° 11' 58" NB, 4° 30' 19" OL | Meer afbeeldingen                   |
| 2026                            | Monument voor burgemeester Ketelaar | burgerslachtoffers | Monica Elias-van Panthaleon van Eck | 5 mei 1995        | plaquette       | Laan van Oostergeest 3, 2361             | Warmond    | 52° 12' 4" NB, 4° 30' 7" OL   | Monument voor burgemeester Ketelaar |
| 2588                            | Herdenkingsmonument                 | militairen in dienst van het Ned. Kon. na 1945, militairen in dienst van het Ned. Kon. 1940-1945, burgerslachtoffers, vervolgden Nederland, verzet Nederland | Dienst Gemeentewerken               |                   | kruis           | Wilhelminalaan 25, 2171 CS               | Sassenheim | 52° 13' 37" NB, 4° 31' 10" OL | Meer afbeeldingen                   |
| 3043                            | Indië-monument                      | militairen in dienst van het Ned. Kon. na 1945, militairen in dienst van het Ned. Kon. 1940-1945, burgers voormalig Nederlands-Indië                         |                                     | 20 mei 2006       | plaquette       | Burg. Schölvinckstraat, 2361 EG          | Warmond    | 52° 11' 49" NB, 4° 30' 12" OL | Indië-monument                      |
| 3263                            | Oorlogsmonument                     | algemeen |                                     |                   | beeld/sculptuur |                                          | Sassenheim | 52° 13' 36" NB, 4° 31' 16" OL |                                     |
| Dit oorlogsmonument op Wikidata | Stolpersteine                       | vervolgden Nederland. | Gunter Demnig                       |                   | relief          | Zie Lijst van Stolpersteine in Teylingen | Voorhout   |                               | Meer afbeeldingen                   |

Alblasserdam ·
Albrandswaard ·
Alphen aan den Rijn ·
Barendrecht ·
Bodegraven-Reeuwijk ·
Capelle aan den IJssel ·
Delft ·
Den Haag ·
Dordrecht ·
Goeree-Overflakkee ·
Gorinchem ·
Gouda ·
Hardinxveld-Giessendam ·
Hendrik-Ido-Ambacht ·
Hillegom ·
Hoeksche Waard ·
Kaag en Braassem ·
Katwijk ·
Krimpen aan den IJssel ·
Krimpenerwaard ·
Lansingerland ·
Leiden ·
Leiderdorp ·
Leidschendam-Voorburg ·
Lisse ·
Maassluis ·
Midden-Delfland ·
Molenlanden ·
Nieuwkoop ·
Nissewaard ·
Noordwijk ·
Oegstgeest ·
Papendrecht ·
Pijnacker-Nootdorp ·
Ridderkerk ·
Rijswijk ·
Rotterdam ·
Schiedam ·
Sliedrecht ·
Teylingen ·
Vlaardingen ·
Voorne aan Zee ·
Voorschoten ·
Waddinxveen ·
Wassenaar ·
Westland ·
Zoetermeer ·
Zoeterwoude ·
Zuidplas ·
Zwijndrecht